# Nhà nguyện lễ cưới

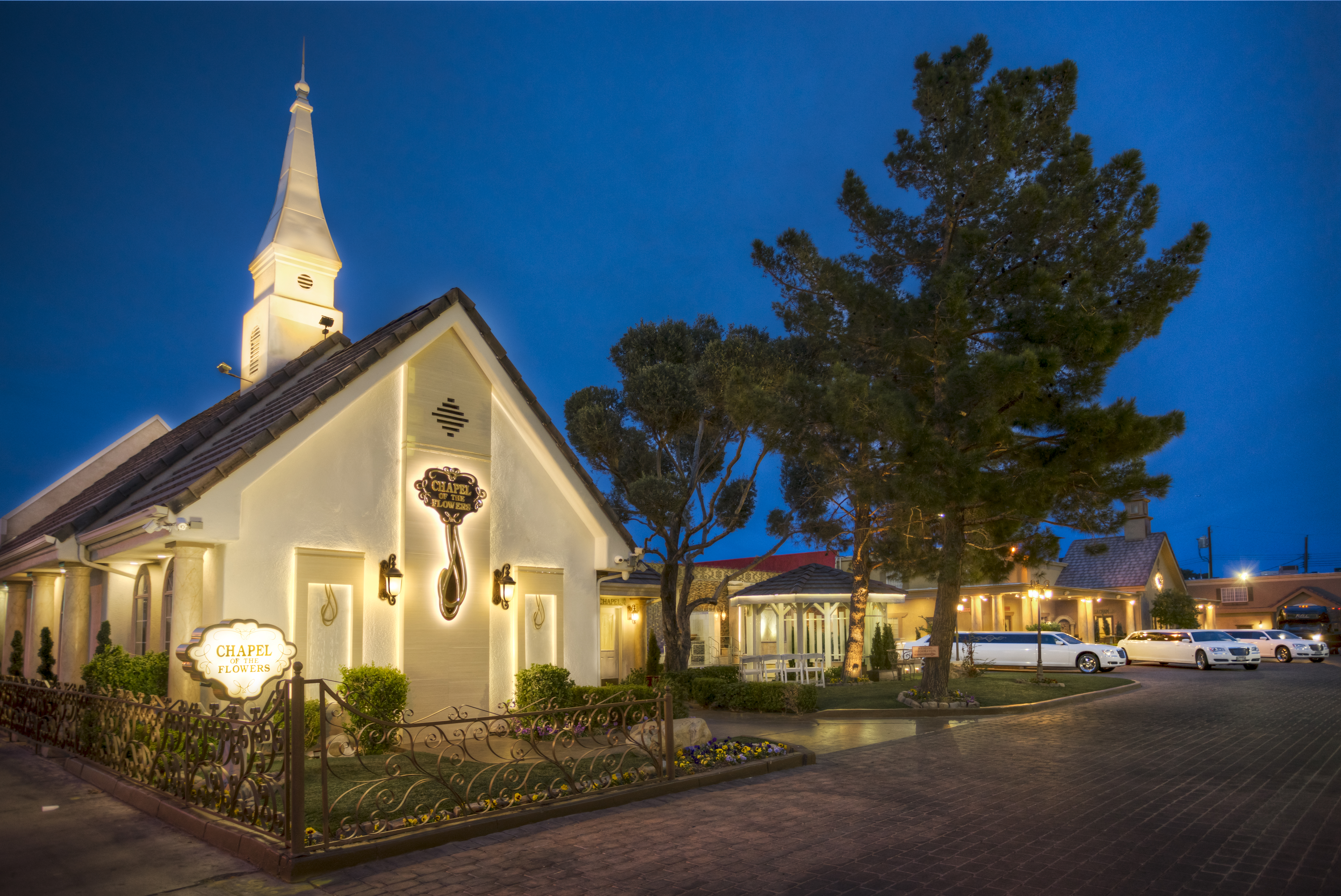
Nhà nguyện Đóa hoa, một trong nhiều nhà nguyện đám cưới với mục đích thương mại tại Las Vegas, Nevada.

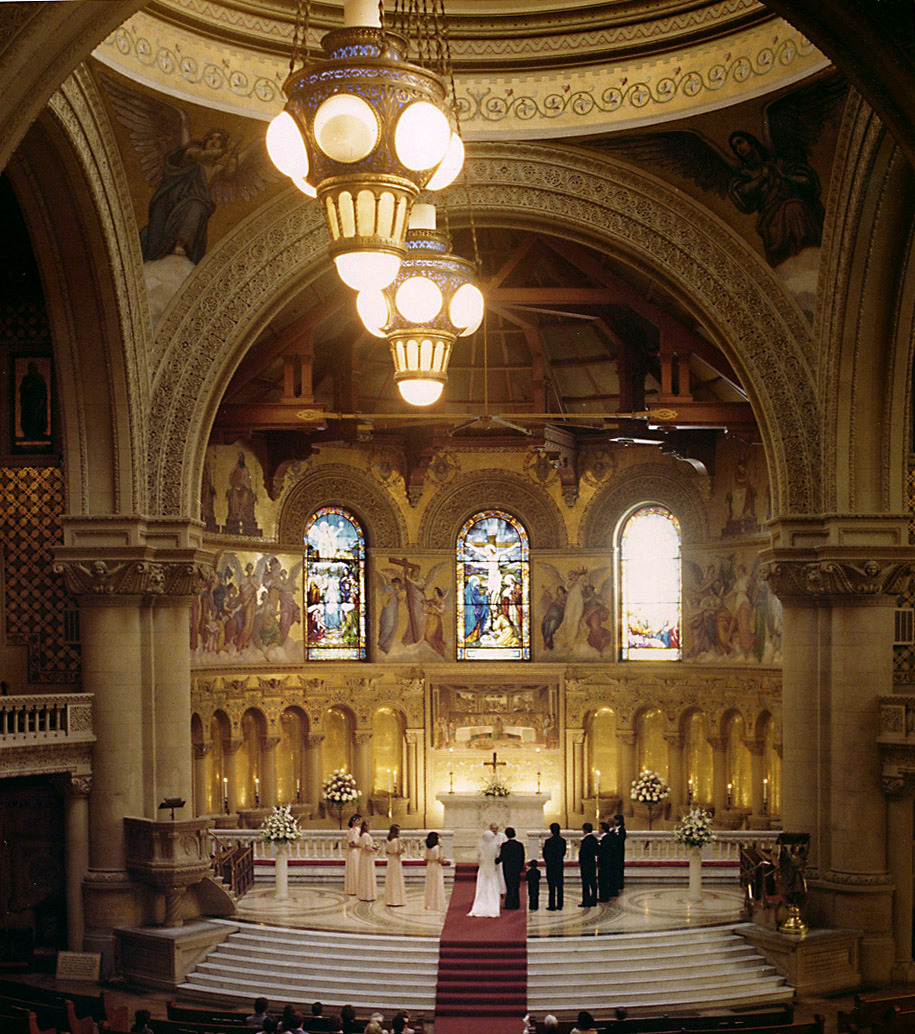
Lễ cưới tại Stanford Memorial Church, Viện Đại học Stanford.

Nhà nguyện lễ cưới là một căn phòng hoặc tòa nhà nơi lễ cưới được cử hành, thay vì tại một cơ quan pháp lý. Các nhà nguyện này thường thuộc các khu nghỉ dưỡng với mục đích lợi nhuận, có thể chứa các chủ đề tôn giáo và mô phỏng kiến trúc nhà thờ. Trong một số trường hợp, các nhà nguyện lễ cưới có thể thuộc giáo hội và được dành riêng để tổ chức lễ cưới. Thông thường, lễ cưới Kitô giáo được tổ chức tại chính các nhà thờ giáo xứ.

## Các yêu cầu
Đám cưới diễn ra tại nhà nguyện phải tuân theo luật pháp, tùy theo từng vùng đám cưới được tổ chức. Ở Hoa Kỳ, ví dụ, đám cưới tại nhà nguyện cần phải có giấy đăng ký kết hôn, và chứng nhận tuổi tác của cặp đôi.